# Nowe Trzciano
Nowe Trzciano [pronunciación en polaco: /ˈnɔvɛ ˈtʂt͡ɕanɔ/] es un pueblo en el distrito administrativo de Gmina Szudziałowo, dentro del Distrito de Sokółka, Voivodato de Podlaquia, en el noreste de Polonia, cerca de la frontera con Beielorrusia.